# Cristian Valenzuela
Cristian Exequiel Valenzuela Guzmán (Santiago, 28 d'abril de 1983) és un atleta paralímpic xilè, guanyador de la primera medalla per a Xile en uns Jocs Paralímpics. Valenzuela té una ceguera total, motiu pel qual participa en la categoria T-11 de l'atletisme paralímpic.

## Biografia

### Inicis en l'esport
Va perdre el sentit de la vista als dotze anys, producte d'un glaucoma congènit. Després d'aquest esdeveniment, va decidir reorientar la seva vida per superar la depressió en què es trobava i va començar a practicar atletisme.
La seva primera participació en uns Jocs Paralímpics va ser a la cita de Beijing 2008, on va competir en els 1500 m. en la categoria T-11, acompanyat per Claudio Vargas, qui a més de guia era el seu entrenador, en la qual va obtenir un temps de 4:27.94, trencant el seu anterior rècord nacional de 4:35.54. En el Campionat Open d'Atletisme de Buenos Aires 2011 trencaria per tercera vegada el seu propi rècord en els 1500 m, al costat del seu guia Raúl Moya i Francisco Muñoz, marcant un temps de 4:18.10. En aquesta competició també va trencar el rècord panamericà en 5000 m.

### Campió mundial i or paralímpic
A la fi de 2010 va assumir com el seu guia l'atleta Cristopher Guajardo, amb qui va aconseguir els seus primers èxits internacionals en el Campionat Mundial d'Atletisme organitzat pel Comitè Paralímpic Internacional en Christchurch, Nova Zelanda, on va obtenir el primer lloc en la cursa de marató, i el segon lloc en els deu mil metres, tots dos en la categoria T-11.
En els Jocs Paralímpics de 2012 va participar en les carreres de marató, 1500 m i 5000 m. El 5 de setembre va quedar quart en la prova de 1500 m, amb una marca personal de 4:07.79, quedant a 0,23 segons del podi, sent superat pel canadenc Jason Dunkerley qui va obtenir la medalla de bronze. El 7 de setembre va participar en la prova de 5000 m acompanyat del seu guia, Christopher Guajardo. Allà, va obtenir un temps de 15:26,26, quedant-se amb la medalla d'or, seguit pel canadenc Dunkerley i el japonès Shinya Wada. Aquesta va ser la primera vegada que Xile va obtenir una medalla en els Jocs Paralímpics, després de vint anys del seu debut en els Jocs Paralímpics de Barcelona de 1992.
Al desembre de 2012 va obtenir el «Premi al millor Esportista de l'any a Xile» juntament amb el gimnasta Tomás González Sepúlveda. També va ser guardonat amb el «Premi Nacional de l'Esport de Xile 2012», a l'agost de 2013.
Al juliol de 2013, va participar en el Mundial d'Atletisme Paralímpic celebrat a Lió (França), juntament amb els guies Rodrigo Mellado i Lucas Jaramillo, on va obtenir medalla de plata en els 5000 m i 1500 m i medalla d'or en la marató.
El març de 2014 va participar en els Jocs Parasudamericans de 2014, celebrats en el seu natal Santiago, on va obtenir medalla d'or en els 1500 m en la categoria T-11.
També, el 26 d'octubre va córrer la Marató de Frankfurt al costat dels seus guies Raul Moya i Francisco Muñoz, aconseguint un nou rècord Americà de marató en la categoria T11, de 2:40.09.
L'agost de 2015, en el marc dels Jocs Parapanamericans de 2015 de Toronto va obtenir la medalla de plata als 5000 m en la categoria T-11 després que el guanyador fos desqualificat i Valenzuela ascendís del tercer al segon lloc. 
A l'octubre de 2015, al Mundial d'Atletisme Paralímpic celebrat a Doha, Qatar, acompanyat dels seus guies, Raúl Moya i Maurici Valdivia, va obtenir una medalla d'or en els 5000 m en la categoria T-11, amb un temps de 15'52"64.

## Végeu també
- Atletisme als Jocs Olímpics d'estiu de 2016
- Jocs Paralímpics d'estiu de 1992
- Jocs Paralímpics d'estiu de 2008
- Història de l'atletisme a Espanya
- Associació Internacional de Federacions d'Atletisme